# Kamp van Brasschaat

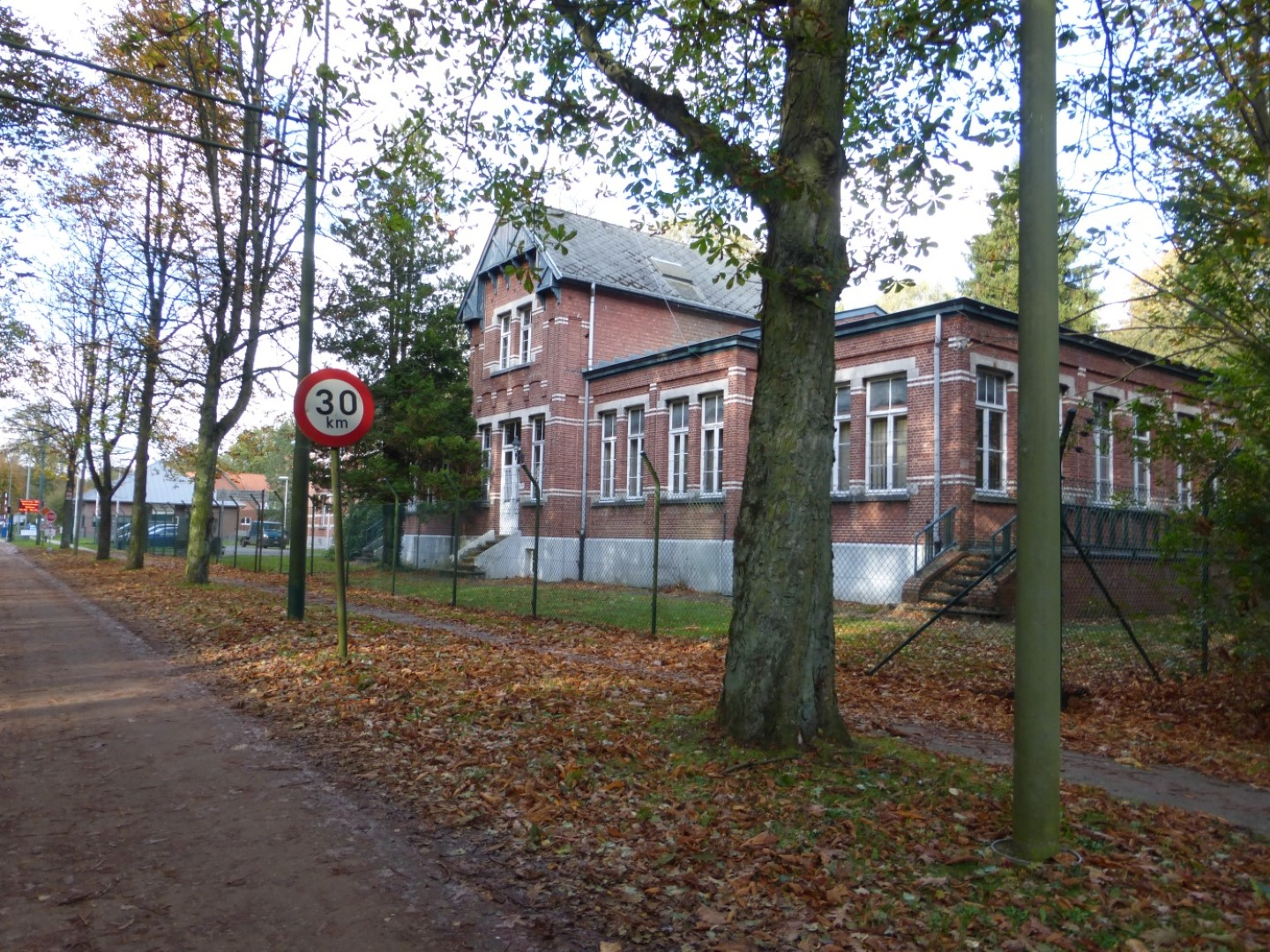
Militair dienstgebouw

Het Kamp van Brasschaat is een militair domein van grote omvang in de tot de Antwerpse gemeente Brasschaat behorende plaats Maria-ter-Heide, zich uitstrekkende over de naburige gemeenten Brecht en Wuustwezel.

## Geschiedenis
Al in 1820 werd het gebied aangewezen als oefenterrein voor de artillerie. Aanvankelijk werden de terreinen gehuurd. De militairen bleven hier tijdelijk en niet ononderbroken. Ook na de Belgische onafhankelijkheid (1830) bleef het terrein in militair gebruik. Na 1845 werden meer regelmatige schietoefeningen gehouden maar pas in 1852 werd het een permanente locatie. In 1856-1859 werd een gebied van 415 ha aangekocht: het Klein Schietveld. De artillerie kon echter verder dan 4 km schieten, waartoe een groter terrein was vereist. Daartoe werden nog 1170 ha aangekocht: het Groot Schietveld.
In 1909 werd het Fort van Brasschaat gebouwd. Omstreeks 1910 werd in de nabijheid het vliegveld in bedrijf genomen. In 1913 kwam de remonte tot stand, dat was een inrichting waar paarden werden afgericht ten behoeve van het leger. Nadat het kamp tijdens de Eerste Wereldoorlog door de bezetter werd gebruikt, kwam in 1919 het Kamp Elsenborn ter beschikking van het Belgische leger. Daar werden voortaan de schietoefeningen gehouden en het Kamp Brasschaat werd sindsdien voor instructie en testen gebruikt. Later werden de paarden door gemotoriseerde voertuigen en de stallen door garages vervangen. In 1939 werd de Antitankgracht aangelegd.
Tijdens de Tweede Wereldoorlog werd het kamp in bezit genomen door de bezetter, maar bij de bevrijding op 4 oktober 1944 werden de gebouwen zwaar beschadigd. In 1946 vestigde de Artillerieschool zich in het kamp. In 1956 werd het Klein Schietveld met 100 ha uitgebreid en ontstond een militair terrein met een oppervlakte van in totaal 2.340 ha.

## Westkwartier
Ten westen van de Bredabaan was er een provisorische bezetting, voornamelijk in tenten en hutten. Vanaf 1837 kwamen er permanente verblijven. Pas toen het gebied in 1852 door het leger werd aangekocht werd een volwaardig militair kamp gebouwd. In 1865 werd een standbeeld van Koning Leopold I onthuld. Merkwaardig is de Hollandse Poort van 1820, toen Brasschaat nog deel uitmaakte van het Verenigd Koninkrijk der Nederlanden. Er zijn tal van gebouwen, de oudste is een manege van 1898 die tegenwoordig als feestzaal wordt gebruikt. Ook het Fort van Brasschaat is in het Westerkwartier gelegen.

## Oosterkwartier
Dit gebied werd tussen 1889 en 1894 aangekocht en ook hier werden aanvankelijk maneges en paardenstallen gebouwd welke later aan de veranderende behoeften werden aangepast.